# Фонтон, Пётр Антонович
Пётр Антонович Фонтон (1765 — 6 июня 1846) —  русский дипломат, действительный статский советник.

## Биография
Француз по происхождению, что подтверждает в своих «Записках» знавший Фонтона лично граф Ланжерон. Члены семьи Фонтон на протяжении длительного времени служили драгоманами (переводчиками) французского посольства в Константинополе, но после свержения королевской власти во Франции покинули французскую дипломатическую службу. В 1798 году Пётр Антонович Фонтон, его брат, Антон Антонович и дядя, Иосиф Петрович Фонтоны перешли в Константинополе на русскую дипломатическую службу и были сначала определены в ведомство Коллегии иностранных дел с причислением к русской миссии в Константинополе. 
Первоначально служил одним из драгоманов посольства, а с 1805 года — секретарём. В этом качестве участвовал в переговорах о возобновлении союзного договора с Османской империей, происходивших в 1806 году. После того, как переговоры закончились неудачей, сопровождал русского посланника на Мальту.
После этого Фонтон прибыл в Санкт-Петербург, где прослужил некоторое время, а в 1810 году был оттуда командирован на Дунай, для участия в мирных переговорах с Турцией, завершившихся в 1812 году подписанием Бухарестского мирного договора (в работе над подписанием договора принимали участия все три Фонтона —  Пётр, Иосиф и Антон).
При этом, в 1810—1812 годах Пётр Фонтон исполнил целый ряд дипломатических поручений: он ездил в Шумлу к великим визирям (который были также главнокомандующими турецкой армией)  — сначала к Кер-Юсуф-паше, а затем к Ахмету-паше; взаимодействовал по заданию России с турецкими уполномоченными, вёл протоколы Бухарестского конгресса.
За свою роль в подписании Бухарестского мира, был произведён в коллежские советники и награждён перстнем с бриллиантами.
Вскоре после заключения мира с Турцией, вернулся на дипломатическую службу в Константинополь где занимал должность секретаря посольства (возможно, также должность драгомана). Помимо этого, Фонтон управлял коммерческой канцелярией при посольстве, и, кроме того, исполнял разные возлагавшиеся на него важные поручения. 
В 1816 году он был отозван из Константинополя и, после годового пребывания в отставке, в 1818 году отправлен в русское посольство в Неаполь, где прослужил без малого 30 лет (но никогда не являлся главой посольства).
Скончался в 1846 году в Неаполе в чине действительного статского советника.

## Отзывы современников
К несчастию, другой племянник Иосифа Фонтона, Петр Фонтон, имел более влияния, чем его дядя и двоюродный (?) брат. Влияние это было вредное. Петр Фонтон слыл за человека безнравственного и корыстолюбивого; он приобрел громадное состояние весьма сомнительным путем. Его обвиняли в том, что он нечестно распоряжался заведываемым им имуществом старого князя Ипсиланти…»
— Записки графа Ланжерона